# Bill Sherwood
Bill Sherwood (* 14. Juni 1952 in Washington D.C.; † 10. Februar 1990 in New York City, New York) war ein US-amerikanischer Filmemacher und Musiker.
Bill Sherwood wuchs in Michigan auf und galt bereits zu Schulzeiten als talentierter Violinist. Ab 1970 studierte er Musik an der Juilliard School in New York City, später besuchte er auch das Hunter College und machte dort im Jahr 1978 seinen Abschluss. Er spielte in einigen Orchestern, wandte sich allerdings zugleich Betätigungen im Bereich des Independentfilms zu.
In seinem Regiedebüt Abschiedsblicke (Parting Glances) aus dem Jahr 1986 thematisierte Sherwood Homosexualität, Freundschaft und Partnerschaft in den 1980er Jahren vor dem Hintergrund der aufkommenden Immunschwächekrankheit Aids. Sherwood fungierte bei dem Filmprojekt als Regisseur, Drehbuchautor, Filmeditor und Ersteller des Soundtracks. Parting Glances erreichte auch in der allgemeinen Filmkritik große Anerkennung und Sherwood wurde als einer der besten Regiedebütanten seit Jahren gefeiert. Im Anschluss arbeitete Sherwood unter anderem für Columbia Pictures an weiteren Drehbüchern, die allerdings nie zu Filmen produziert werden sollten. Seine Vorbereitungen für ein im Zweiten Weltkrieg spielendes Kriegsdrama, an dem sich auch Robert Redford interessiert zeigte, musste Sherwood wegen seiner AIDS-Erkrankung aufgeben.
Parting Glances blieb der einzige Film in Sherwoods vielversprechender Karriere, da er am 10. Februar 1990 in New York an den Folgen von Aids starb.

## Filmografie
- 1986: Abschiedsblicke (Parting Glances) – als Regisseur, Drehbuchautor und Filmeditor